# Dmitri Volkov
Dmitri Volkov (en ruso: Дмитрий Аркадьевич Волков; Moscú, 30 de marzo de 1966-Moscú, 16 de enero de 2025) fue un nadador soviético especializado en pruebas de estilo braza, donde consiguió ser medallista de bronce olímpico en 1988 en los 100 metros.

## Victorias deportivas
Ganador de tres medallas olímpicas: medallista de plata en los Juegos Olímpicos de Barcelona 1992 en el relevo combinado 4x100 metros como parte del Equipo Unificado y doble medallista de bronce en los Juegos Olímpicos de Seúl 1988 (100 metros braza, relevo combinado 4x100 metros) [ 2 ] . Cuatro veces campeón de Europa, múltiple campeón de la URSS.
Estableció un récord mundial de 100 metros en piscina de 25 metros (59,30 s), que se mantuvo inalterado durante dos años y medio. Desde 2009 hasta el final de su vida fue editor jefe de la revista Swimming.

## Educación
Se graduó en el Instituto de Cultura Física de la Orden Central Estatal de Lenin, cursos para oficiales superiores en el Instituto Militar de Cultura Física, cursos de gestión bancaria y financiera en la Universidad Técnica Estatal de Moscú que lleva el nombre de N.E. Baumán.

## Carrera deportiva
En los Juegos Olímpicos de Seúl 1988 ganó la medalla de bronce en los 100 metros braza, con un tiempo de 1:02.20 segundos, tras el británico Adrian Moorhouse y el húngaro Károly Güttler.